# Chaim Dawid ben Uri Fajbusz ha-Lewi
Chaim Dawid ben Uri Fajbusz ha-Lewi, pierwotnie Dawid ben Uri Fajbusz ha-Lewi (ur. 1666, zm. 1705) – drukarz żydowski działający w Polsce, współwłaściciel drukarni hebrajskiej w Żółkwi, księgarz.

## Życiorys
Był synem Uriego Fajbusza ben Aarona ha-Lewiego, drukarza z Amsterdamu. W październiku 1690 razem z ojcem otrzymał przywilej króla Jana III Sobieskiego na założenie w Polsce drukarni dzieł hebrajskich oraz ich sprzedaż. Od 1692 działał w Żółkwi, gdzie uruchomiono oficynę hebrajską; pomagał ojcu w działalności wydawniczej, a jedna z ksiąg (Masechet Szewuot, 1694) została oznaczona jako samodzielny druk „Dawida drukarza”. Po śmierci ojca około 1705 przejął drukarnię i handel księgami, niebawem jednak również zmarł. Oficyna przeszła na małoletnich synów Aarona i Gerszona, którzy po kilkuletniej przerwie wznowili działalność firmy. Na traktacie talmudycznym Beca z 1716 pojawił się wspólny podpis „Aaron Dawid i Chaim Dawid Segal”, co niektórym historykom pozwoliło na wysunięcie hipotezy, iż Chaim Dawid wówczas jeszcze żył; wydaje się jednak raczej, że syn wymienił imię zmarłego przeszło dziesięć lat wcześniej ojca, być może ze względu na rozpoczęty wspólnie skład książki.